# West Side (televisieprogramma)
West Side is een reality soap van de Amsterdamse zender AT5. De soap gaat over vier verschillende families die wonen in een wisselwoning in Amsterdam-West. De soap wordt geregisseerd door Harm-Ydo Hilberdink. Hij wordt bijgestaan door Chris Houtman die tevens samen met Joost Schrickx het schrijversduo vormt.

## Het verhaal
De serie draait om vier families, van Turkse, Marokkaanse, Surinaamse en Nederlandse afkomst. De vier gezinnen worden elkaars nieuwe buren. De families worstelen met hun eigen levens met de daarbij behorende thema’s zoals: liefde, discriminatie, educatie, vrienden en werk.
De dertien nieuwe afleveringen zijn een vervolg op de eerste serie. Hoe gaat het verder met tienermoeder Charlene? Zullen Roy en Charlene hun echte ouders ooit ontmoeten? En hoe gaat Mohammed, opgegroeid met Marokkaanse normen en waarden, om met de ambities van zijn kinderen? Houdt de relatie van Öz en Aïse stand? Adopteren ze een kind? En vindt Martin eindelijk zijn grote liefde in Jamilla?

## Werkwijze
De tweede serie wordt wederom geregisseerd door Harm-Ydo Hilberdink. Hij wordt bijgestaan door Chris Houtman die tevens samen met Joost Schrickx het schrijversduo vormt.
Het scenario van West Side ligt op hoofdlijnen vast, maar wordt gedurende de draaiperiode aangepast. Acteurs krijgen per draaidag het scenario te zien zodat ze niet weten wat er in latere afleveringen verder gaat gebeuren. Hier komen ze tijdens het draaien achter.

## Samenwerking
De soap wordt gemaakt in samenwerking met de gemeente Amsterdam en de provincie Noord-Holland. In de soap staat begrip voor elkaars cultuur centraal.

## Cast & Crew

### Cast
- Ahmed Salah Abdelfatah speelt de Marokkaanse vader Mohammed Milad
- Nezha Ahmed Salah speelt de Marokkaanse moeder Rachida Milad
- Mounira Hadj Mansour speelt de Marokkaanse dochter Jamilla Milad
- Larbi Ahmed Salah speelt de Marokkaanse zoon Najid Milad
- Ali Car speelt de Turkse vader Halid Yüksel
- Naile Bayir speelt de Koerdische oma Annie
- Sinan Cihangir speelt de Turkse zoon Öz Yüksel
- Meral Polat speelt de Koerdische vriendin Nuran
- Maud Loth speelt de Surinaamse oma Edith Madretsma
- Naomi de Vries speelt de Surinaamse dochter Charlene Madretsma
- Marjorie Boston speelt de Surinaamse moeder Janice Madretsma
- Bahareh Borzuee speelt de partner van de Surinaamse moeder, Shirin
- Lex van Ingen speelt de Nederlandse vader Henk Meijer
- Roscoe Leijen speelt de Nederlandse zoon Martin Meijer
- Patty Paff speelt de Nederlandse moeder Mimi Meijer
- Lin Lin Kool speelt de vriendin van Martin, Jiang Lin Fei

### Crew
- Harm-Ydo Hilberdink
- Chris Houtman (1955) (Den Haag)

Scenarioschrijver/ regisseur Chris Houtman is, sinds hij in 1978 het Camaretten Festival won, actief op het gebied van theater, radio, film en televisie. Hij werkte jarenlang in Theater De Engelenbak, alwaar hij de organisator was van de wekelijkse Open Bak en bijzondere eigen producties realiseerde, zoals The Kingdom, in een regie van Rufus Collins.
Na het Brederode Festival in 1985 maakte hij de overstap naar radio en televisie. Hij werkte jarenlang bij de KRO en was onder meer tekstschrijver/regisseur van het succesvolle radioprogramma het Egmond Complex. Sinds 1987 werkte Houtman bij IDTV, waar hij onder andere de programma’s Taxi (NCRV), Surinamers zijn beter dan Marokkanen (NPS) en Dokter Loes (NCRV) maakte. Ook schreef en/of regisseerde hij de dramaseries Help (NCRV), Een spoor van blauw zand (EO), Voor hete vuren (EO), Finals (BNN), Cut (BNN), Vinger aan de Pols (AVRO).
Voor Couscous en Cola (BNN) deed Houtman de eindredactie. Sinds 2006 is hij weer actief als freelancer en schreef hij samen met Joost Schrickx de serie West Side I en II voor AT5. Ook nam hij een deel van de regie van de tweede serie voor zijn rekening. Voorts is zijn toneelstuk Overgang voor het tweede seizoen te zien.